# Igoville
Igoville település Franciaországban, Eure megyében. Lakosainak száma 1701 fő (2022. január 1.). Igoville Alizay, Pont-de-l’Arche, Les Authieux-sur-le-Port-Saint-Ouen, Sotteville-sous-le-Val és Ymare községekkel határos.

## Népesség
A település népességének változása:
| Lakosok száma | 850  | 1107 | 1312 | 1477 | 1658 | 1720 | 1746 | 1756 | 1747 | 1701 |
|               | 1968 | 1982 | 1990 | 2006 | 2013 | 2015 | 2017 | 2019 | 2020 | 2022 |